# ليس بعمل صالح
ليس بعمل صالح (بالإنجليزية: No Good Deed)‏ هو فيلم إثارة تم إنتاجه في الولايات المتحدة وصدر في سنة 2014. الفيلم من إخراج سام ميلر وكتابة أيمي لاجوس. من بطولة إدريس إلبا وتاراجي بيندا هينسون وليزلي بيب.

## القصة
تدور أحداث الفيلم عن مجرم محكوم عليه بالسجن هارب يروع امرأة وطفليها.

## الممثلون والشخصيات
- إدريس إلبا (بدور: كولين ايفانز)
- تاراجي بيندا هينسون (بدور: تيري)
- ليزلي بيب (بدور: ميج)

## الميزانية والإيرادات
بلغت تكلفة إنتاج الفيلم حوالي 13.2 مليون دولار بينما حقق أرباحا تقدر بـ 53.1 مليون دولار.

## وصلات خارجية
- ليس بعمل صالح على موقع IMDb (الإنجليزية)
- ليس بعمل صالح على موقع ميتاكريتيك (الإنجليزية)
- ليس بعمل صالح على موقع روتن توميتوز (الإنجليزية)
- ليس بعمل صالح على موقع نتفليكس (الإنجليزية)
- ليس بعمل صالح على موقع قاعدة بيانات الأفلام العربية
- ليس بعمل صالح على موقع ألو سيني (الفرنسية)
- ليس بعمل صالح على موقع أول موفي (الإنجليزية)
- ليس بعمل صالح على موقع بوكس أوفيس موجو (الإنجليزية)
- ليس بعمل صالح على موقع قاعدة بيانات الفيلم (الإنجليزية)
- ليس بعمل صالح على موقع ليتربوكسد (الإنجليزية)
- No Good Deed…فيلم عن شر من أحسنت إليه علي رياض، مجلة أنا زهرة